# Antonio Salandra
Antonio Salandra (31. august 1853 i Troja, Apulien – 9. december 1931 i Rom) var en italiensk politiker.
Salandra studerede jura i Neapel, blev professor her 1876, var 1879—1914 professor i forvaltningsret ved universitetet i Rom. Han valgtes 1886 til Deputeretkamret, hvor han sluttede sig til højre fløj af de liberale og kom til at stå Sonnino meget nær.
Han var 1891—92 Understatssekretær for Finanserne, 1894—96 for Skatkamret, 1899—1900 Landbrugs- og Handelsminister, Febr.—Maj 1906 Finansminister i Sanninos første Ministerium, Decbr 1909—Marts 1910 Finansminister i Sonninos andet Ministerium.
Marts 1914 dannede S. efter Giolittis Afgang et moderat Samlingsministerium og overtog selv Posten som Udenrigsminister. Med Sannino som Udenrigsminister (fra Novbr 1914) og ud fra en Tankegang, som S. selv gav Ord ved at paaberaabe sig Italiens
»hellige Egoisme«, tog denne Regering den betydningsfulde Beslutning at føre Italien ind i Verdenskrigen paa Ententens Side.
23. maj 1915 udstedtes kigserklæringen mod Østrig-Ungarn. Under Ministeriet Salandra var Italiens silling i vrkeligheden bedre, end den blev under de følgende regeringer, men dog ikke tilfredsstillende, og efter en erklæring af Salandra angående den østrigske invasion gik flertallet i Deputeretkamret imod ham. Han gik af juni 1916.